# آلومینیم سولفات
آلومینیوم سولفات (به انگلیسی: Aluminium sulfate) یکی از دو زاج آلومینیوم است که بدین شکل نوشته می‌شود Al2(SO4)3 یا Al2O12S3، یک ترکیب شیمیایی با شناسه پاب‌کم ۲۴۸۵۰ است. که جرم مولی آن ۳۴۲٫۱۵ g/mol می‌باشد. شکل ظاهری این ترکیب، جامد بلوری سفید است.

## فرایند تولید
تولید سولفات آلومینیوم طی فرایندی از واکنش اسید سولفوریک و محلول آبدار حاوی آلومینا یا همان هیدروکسید آلومینیوم انجام می‌شود. روند واکنش طی یک جریان پیوسته که در دمای کنترل شده 225 تا 260 درجه فارنهایت و در فشار خاصی نگهداری می‌شود و در محفظه واکنش انجام می‌گیرد.
اسید سولفوریک و محلول آلومینا از محفظه واکنش طی زمانی بین 5 تا 45 دقیقه عبور داده می‌شوند که برای دستیابی به 78 تا 100 درصد تکمیل واکنش کافی می‌باشد.
سپس مواد واکنش دهنده در اثر قرارگیری در یک میکسر که از یک مارپیچ تغییر جهت دهنده تشکیل شده است, با هم مخلوط شده و ترکیب سولفات آلومینیوم نهایی بدست می‌آید.
2Al(OH)3+3H2SO4→Al2(SO4)3+6H2O
و یا با حرارت دادن فلز آلومینیوم در محلول اسید سولفوریک:
(2Al(s)+3H2SO4→Al2(SO4)3+3H2(g

## کاربردهای آلومینیوم سولفات
حدود 50% از سولفات آلومینیوم در کاغذسازی و کارتون‌سازی و مقواسازی استفاده می‌شود. همچنین از سولفات آلومینیوم به دلیل سه ظرفیتی بودن یون آلومینیوم و توانایی بالای آن در انعقاد و لخته‌سازی ذرات کلوئیدی، در تصفیه ی آب و فاضلاب استفاده می‌شود. سولفات آلومینیوم به دلیل ترکیب شدن یون آلومینیوم با هالوژن‌هایی نظیر کلر و فلوئور و ایجاد رسوب و کمک به حذف آن‌ها از محلول سولفات روی حاصل از لیچینگ خاک یا کنسانتره ی روی، جهت جلوگیری از چسبندگی فلز روی به کاتدها در صنعت تولید روی مصرف می‌شود.

## واکنش‌های شیمیایی
آلومینیوم سولفات در اثر حرارت 580 تا 900 درجه سانتیگراد به آلومینا و گوگرد تری اکسید تجزیه می‌شود. سپس با آب ترکیب شده و نمک هیدراته تولید می‌کند.
آلومینیوم سولفات با بی کربنات سدیم واکنش داده و یک فوم تشکیل می دهد که کربن دی‌اکسید برای فوم‌های آتش نشانی ایجاد می‌کند.
Al2(SO4)3 + 6 NaHCO3 → 3 Na2SO4 + 2 Al(OH)3 + 6 CO2
دی اکسید کربن توسط تثبیت‌کننده فوم به دام افتاده و یک فوم ضخیم را بر روی سوخت‌های هیدروکربنی تشکیل می دهد و مانع دسترس آن به اکسیژن هوا و ادامه آتش سوزی می‌شود. البته فوم شیمیایی برای استفاده در حلال‌های قطبی مانند الکل مناسب نیست.